# Kolejarz Opole (żużel)
Kolejarz Opole – polski klub żużlowy z Opola. W latach 1961–1993 brał udział w rozgrywkach ligowych. W późniejszym czasie przestał funkcjonować.
Był to macierzysty klub pierwszego polskiego indywidualnego mistrza świata na żużlu – Jerzego Szczakiela.

## Historia klubu
W 1945 roku w Opolu został założony pierwszy klub sportowy – Leopoldia. W 1948 roku Leopoldia łączy się z ZZW, natomiast w 1950 zmienia nazwę na TKS Pogoń. Od 1957 roku klub znany jest już jako Kolejarz. W tym samym roku powstała sekcja żużlowa.
Po trzech latach otwarto w Opolu tor żużlowy, a już w 1961 Kolejarz zadebiutował w rozgrywkach ligowych, w których zajął ostatnie miejsce w II lidze. Na awans do I ligi Kolejarze czekali do sezonu 1969, kiedy to wygrali rozgrywki drugoligowe.
Już w debiutanckim sezonie wśród najlepszych zawodnicy z Opola zdobywają brązowy medal drużynowych mistrzostw Polski, co pozostaje największym osiągnięciem klubu. W 1971 roku wychowanek klubu – Jerzy Szczakiel wraz z zawodnikiem rybnickiego ROW-u Andrzejem Wylendą zdobywają mistrzostwo świata par. Dwa lata później Szczakiel zostaje pierwszym polskim indywidualnym mistrzem świata. Opolanin przez 37 lat pozostawał jedynym Polakiem, który zdobył ten tytuł.
W 1988 roku Kolejarze po raz ostatni występowali w najwyższej lidze, gdzie spędzili łącznie 15 lat. Po upadku klubu w Opolu powstało Opolskie Towarzystwo Żużlowe.

## Poszczególne sezony
| Sezon | Rozgrywki ligowe | Rozgrywki ligowe | Rozgrywki ligowe | Rozgrywki ligowe | Uwagi                                                |
| Sezon | Liga             | Liga             | Miejsce          | Miejsce          | Uwagi                                                |
| ----- | ---------------- | ---------------- | ---------------- | ---------------- | ---------------------------------------------------- |
| 1961  | II               | II liga          | 11/11            | 11/11            |                                                      |
| 1962  | II               | II liga          | 10/12            | 10/12            |                                                      |
| 1963  | II               | II liga          | 9/12             | 10/12            |                                                      |
| 1964  | II               | II liga          | 9/11             | 10/12            |                                                      |
| 1965  | II               | II liga          | 3/9              | 3/9              |                                                      |
| 1966  | II               | II liga          | 3/9              | 3/9              |                                                      |
| 1967  | II               | II liga          | 3/10             | 3/10             |                                                      |
| 1968  | II               | II liga          | 4/9              | 3/10             |                                                      |
| 1969  | II               | II liga          | 1/9              | 1/9              |                                                      |
| 1970  | I                | I liga           | 3/8              | 3/8              |                                                      |
| 1971  | I                | I liga           | 5/8              | 5/8              |                                                      |
| 1972  | I                | I liga           | 6/8              | 6/8              |                                                      |
| 1973  | I                | I liga           | 8/8              | 8/8              |                                                      |
| 1974  | II               | II liga          | 1/8              | 1/8              |                                                      |
| 1975  | I                | I liga           | 4/8              | 4/8              |                                                      |
| 1976  | I                | I liga           | 4/10             | 4/10             |                                                      |
| 1977  | I                | I liga           | 5/10             | 5/10             |                                                      |
| 1978  | I                | I liga           | 10/10            | 10/10            | Przegrane baraże o 9. miejsce w I lidze i utrzymanie |
| 1979  | II               | II liga          | 4/8              | 4/8              |                                                      |
| 1980  | II               | II liga          | 1/8              | 1/8              |                                                      |
| 1981  | I                | I liga           | 6/10             | 6/10             |                                                      |
| 1982  | I                | I liga           | 4/10             | 4/10             |                                                      |
| 1983  | I                | I liga           | 6/10             | 6/10             |                                                      |
| 1984  | I                | I liga           | 6/10             | 6/10             |                                                      |
| 1985  | I                | I liga           | 9/10             | 9/10             | Wygrane baraże o utrzymanie                          |
| 1986  | I                | I liga           | 10/10            | 10/10            |                                                      |
| 1987  | II               | II liga          | 1/7              | 1/7              |                                                      |
| 1988  | I                | I liga           | 10/10            | 10/10            |                                                      |
| 1989  | II               | II liga          | 2/8              | 2/8              |                                                      |
| 1990  | II               | II liga          | 3/10             | 3/10             |                                                      |
| 1991  | II               | II liga          | 5/12             | 5/12             |                                                      |
| 1992  | II               | II liga          | 5/11             | 5/11             |                                                      |
| 1993  | II               | II liga          | 9/10             | 9/10             |                                                      |

| Poziom ligowy | Liczba sezonów | Sezony                                      |
| ------------- | -------------- | ------------------------------------------- |
| I             | 15             | 1970–1973, 1975–1978, 1981–1986, 1988       |
| II            | 18             | 1961–1969, 1974, 1979–1980, 1987, 1989–1993 |

## Osiągnięcia

### Krajowe
Poniższe zestawienia obejmują osiągnięcia klubu oraz indywidualne osiągnięcia zawodników w rozgrywkach pod egidą PZM oraz GKSŻ.

#### Mistrzostwa Polski
Drużynowe mistrzostwa Polski
- 3. miejsce (1): 1970

Mistrzostwa Polski par klubowych
- 3. miejsce (2): 1977, 1981

Młodzieżowe mistrzostwa Polski par klubowych
- 1. miejsce (1): 1984

Indywidualne mistrzostwa Polski
- 1. miejsce (1):
  - 1989 – Wojciech Załuski
- 2. miejsce (3):
  - 1971 – Jerzy Szczakiel
  - 1982 – Leonard Raba
  - 1991 – Wojciech Załuski
- 3. miejsce (1):
  - 1967 – Zygfryd Friedek

Młodzieżowe indywidualne mistrzostwa Polski
- 1. miejsce (2):
  - 1981 – Stanisław Pogorzelski
  - 1984 – Wojciech Załuski
- 2. miejsce (5):
  - 1972 – Jerzy Szczakiel
  - 1973 – Franciszek Stach
  - 1974 – Gerard Stach
  - 1976 – Leonard Raba
  - 1977 – Jacek Goerlitz
- 3. miejsce (1):
  - 1968 – Zygfryd Friedek

#### Pozostałe
Puchar PZM
- 2. miejsce (1): 1974
- 3. miejsce (1): 1971

Młodzieżowy Puchar PZM
- 2. miejsce (2): 1976, 1977

Drużynowy Puchar Polski
- 2. miejsce (1): 1980
- 3. miejsce (1): 1979

Złoty Kask
- 1. miejsce (1):
  - 1989 – Wojciech Załuski
- 2. miejsce (1):
  - 1981 – Leonard Raba
- 3. miejsce (2):
  - 1971 – Jerzy Szczakiel
  - 1984 – Leonard Raba

Srebrny Kask
- 1. miejsce (4):
  - 1966 – Zygfryd Friedek
  - 1969 – Jerzy Szczakiel
  - 1974 – Gerard Stach
  - 1983 – Wojciech Załuski
- 2. miejsce (4):
  - 1967 – Zygfryd Friedek
  - 1981 – Herbert Karwat
  - 1982 – Wojciech Załuski
  - 1984 – Wojciech Załuski
- 3. miejsce (1):
  - 1974 – Marian Witelus

Brązowy Kask
- 1. miejsce (1):
  - 1976 – Alfred Siekierka
- 2. miejsce (1):
  - 1980 – Herbert Karwat
- 3. miejsce (1):
  - 1976 – Marian Witelus

### Międzynarodowe
Poniższe zestawienia obejmują osiągnięcia klubu oraz indywidualne osiągnięcia zawodników krajowych (w zawodach drużynowych, par i indywidualnych) i zagranicznych (w zawodach indywidualnych) w rozgrywkach pod egidą FIM.

#### Mistrzostwa świata
Drużynowe mistrzostwa świata
- 3. miejsce (1):
  - 1974 –  Jerzy Szczakiel

Mistrzostwa świata par
- 1. miejsce (1):
  - 1971 –  Jerzy Szczakiel

Indywidualne mistrzostwa świata
- 1. miejsce (1):
  - 1973 –  Jerzy Szczakiel